# Ariane Andrew
Ariane Nicole Andrew (Californië, 3 november 1987) is een Amerikaans professioneel worstelaarster en manager die actief was in de WWE als Cameron. Ze was lid van The Funkadactyls en ook als danseres lid van Tons of Funk. Zij is vrijgelaten van WWE op 6 mei 2016.
In 2011 nam ze deel aan de talentencompetitie van WWE, WWE Tough Enough. Sinds juli 2013 is Andrew ook te zien op de Amerikaanse realityserie Total Divas.

## In het worstelen
- Finishers
  - Springboard bulldog
  - Split-legged leg drop
  - Spike DDT
  - Siccored Facebuster
  - Double Knee Facebuster
- Signature Moves
  - Split Arm drag
  - Corner monkey flip
  - Wheelbarrow arm drag
  - Rope aided twisting hurricanrana
  - Running crossbody

- Managers
  - Naomi Knight
  - Byron Saxton

- Worstelaars gemanaged
  - Naomi Knight
  - Byron Saxton
  - Brodus Clay
  - Tensai

- Opkomstnummers
  - "Hot, Bad & Crazy" (FCW; 2012)
  - "Somebody Call My Momma" van Jim Johnston (9 januari 2012 - heden)